# جی.آر. روتم
جاناتان روون روتم (زادهٔ ۱ ژانویهٔ ۱۹۷۵) شناخته‌شده با نام جی. آر. روتم (انگلیسی: J. R. Rotem)؛ تهیه‌کننده موسیقی، نوازنده پیانو، ترانه‌نویس، و ناشر موسیقی اهل ایالات متحده آمریکا است. وی از سال ۲۰۰۱ میلادی تاکنون مشغول فعالیت بوده‌است.